# Shuanghuang
Shuanghuang (kinesiska: 双黄, 双黄乡) är en socken i Kina. Den ligger i provinsen Zhejiang, i den östra delen av landet, omkring 190 kilometer söder om provinshuvudstaden Hangzhou. Antalet invånare är 3134. Befolkningen består av 1 479 kvinnor och 1 655 män. Barn under 15 år utgör 13,0 %, vuxna 15-64 år 61 %, och äldre över 65 år 24,0 %.
Genomsnittlig årsnederbörd är 2 331 millimeter. Den regnigaste månaden är juni, med i genomsnitt 383 mm nederbörd, och den torraste är januari, med 67 mm nederbörd.